# Великая Косница
Вели́кая Ко́сница (укр. Велика Кісниця, пол. Kośnica Wielka) — село в Ямпольском районе Винницкой области Украины.

## История
Являлось селением Брацлавского воеводства.
После второго раздела Речи Посполитой в 1793 году село вошло в состав Брацлавского наместничества Российской империи, в 1795 году — в Ямпольский уезд Подольской губернии, в 1882 году здесь насчитывалось 2110 жителей, 522 дома, церковь и 5434 десятины обрабатываемых земель.
В ходе административных реформ в марте 1923 года село стало центром Велико-Косницкого района Тульчинского округа, но 3 июня 1925 года этот район был расформирован.
В 1939 году местный колхоз вошёл в число участников Всесоюзной сельскохозяйственной выставки.
В ходе Великой Отечественной войны в 1941—1944 гг. селение было оккупировано наступавшими немецко-румынскими войсками (и включено в состав "Транснистрии"). В условиях оккупации с февраля 1942 до марта 1944 года в селе действовала советская подпольная организация.
В 1972 году численность населения составляла 5263 человека, здесь находилась центральная усадьба колхоза им. Ильича (имевшего 7302 гектара обрабатываемых земель), действовали средняя школа, восьмилетняя школа, клуб, две библиотеки, больница и фельдшерско-акушерский пункт.
После провозглашения независимости Украины село оказалось на границе с Молдавией, в зоне ответственности Могилев-Подольского пограничного отряда Южного регионального управления ГПСУ.
По переписи 2016 года население составляло 3512 человек.
В 2009 году была проведена демаркация линии границы, после окончания которой в январе 2010 года на этом участке границы были установлены пограничные столбы.

## Транспорт
Село находится в 65 км от ближайшей железнодорожной станции Могилев-Подольский Юго-Западной железной дороги.

## Религия
В селе действует Свято-Успенский храм Ямпольского благочиния Могилёв-Подольской епархии Украинской православной церкви.

## Адрес местного совета
24532, Винницкая область, Ямпольский р-н, с. Великая Косница, ул. Ленина, 82

## Известные уроженцы
В селе родились Герои Советского Союза К. И. Целик и В. С. Соловей.